# Kamakichi Kishinouye
Kamakichi Kishinouye (岸上 鎌吉?, Kishinoue Kamakichi; Tōkai, 29 novembre 1867 – Sichuan, 22 novembre 1929) è stato un biologo giapponese.
È stato professore all'Università imperiale di Tokyo fra il 1908 e 1928.
Kishinouye fu uno studioso di pesci e cnidari, autore di numerosi testi di riferimento sugli Scombridae, sui coralli e sulle meduse. 
Kishinouye morì a Chengdu a causa di una malattia improvvisa durante una spedizione in Cina nella quale era impegnato a raccogliere esemplari di pesci lungo lo Yang Tze Kiang.